# Nanometa gentilis
Espèce
Nanometa gentilis est une espèce d'araignées aranéomorphes de la famille des Tetragnathidae.

## Distribution
Cette espèce est endémique d'Australie-Occidentale.

## Description
La femelle holotype mesure 4 mm.
Le mâle décrit par Álvarez-Padilla, Kallal et Hormiga en 2020 mesure 2,6 mm et la femelle 4,0 mm.

## Publication originale
- Simon, 1908 : Araneae. 1re partie. Die Fauna südwest-Australiens. Jena, vol. 1, no 12, p. 359-446 (texte intégral).